# Quintinus

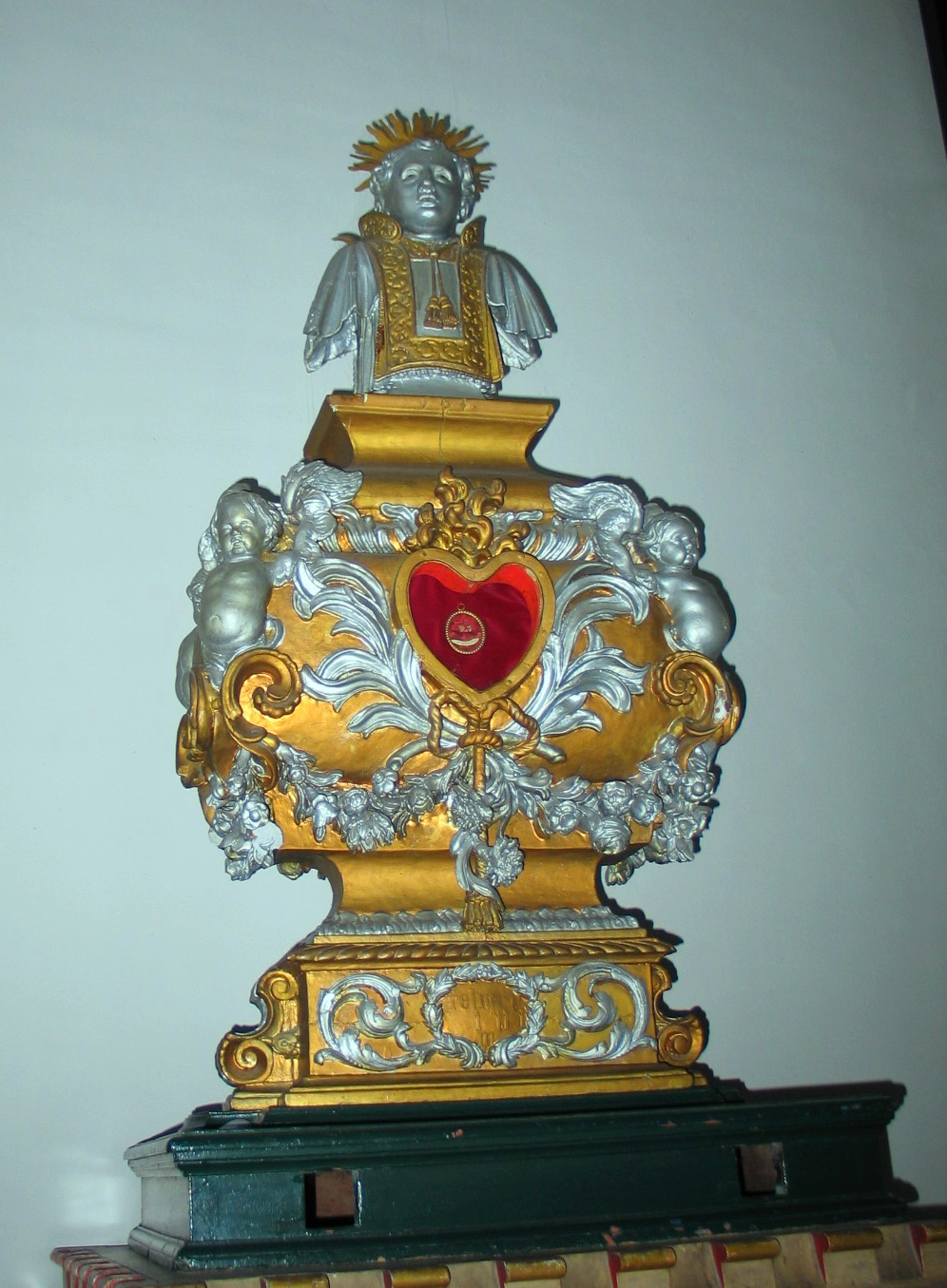
Schrijn van Quintinus in de St.-Kwintenskerk van Sint-Kwintens-Lennik, zoals vroeger meegedragen in de processie

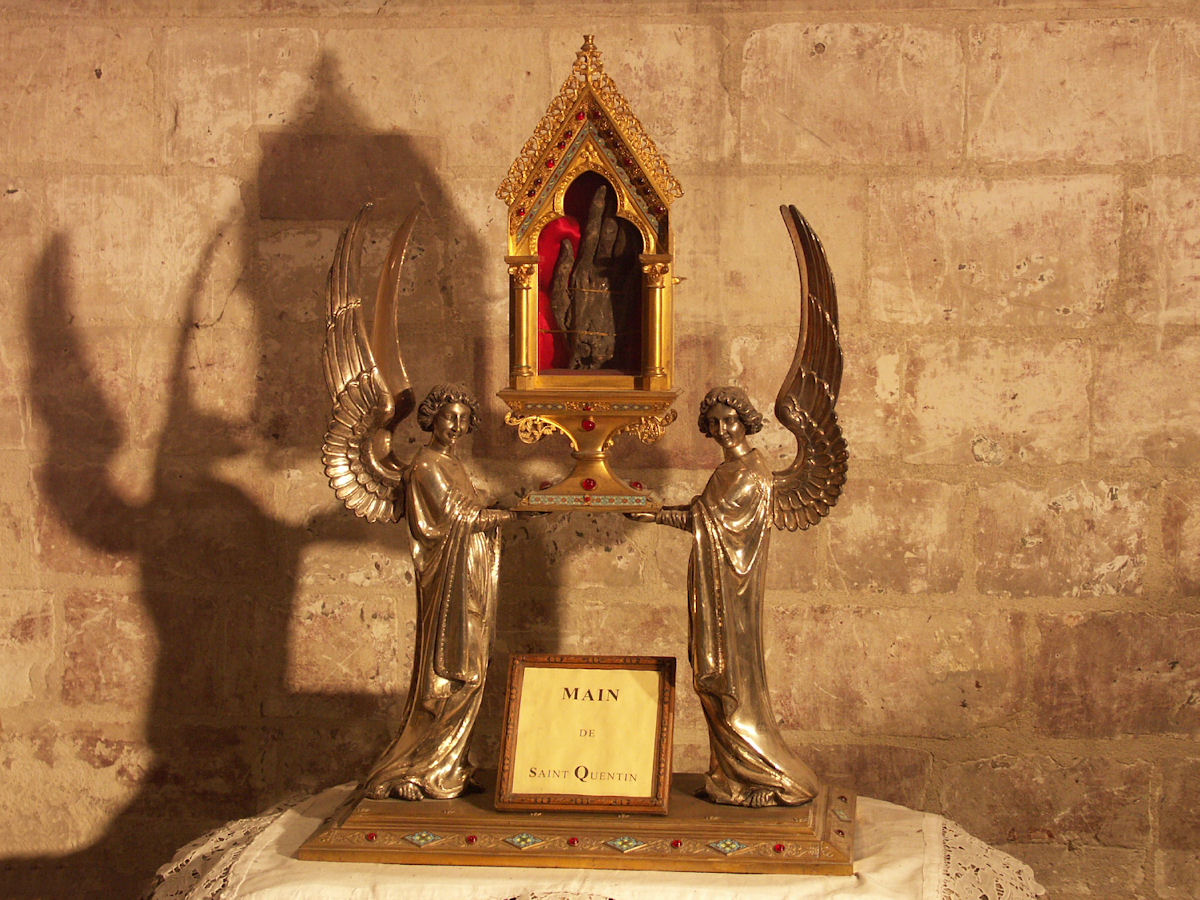
Hand van Quintinus in de basiliek van Saint-Quentin

Quintinus of Sint-Kwinten (Frans: Quentin), (Rome ? - Saint-Quentin, 287) was een rooms-katholieke heilige. Over hem als historische persoon is niets met zekerheid bekend. Maar Quinten of Kwinten, zoals hij tegenwoordig wel genoemd wordt, was volgens de legende de zoon van een Romeinse senator. Hij bekeerde zich tot het christendom en toog naar Gallië als missionaris, samen met Lucianus en Maximianus van Beauvais, en vestigde zich in Amiens. 
Zijn missionering was zo succesvol, dat hij gevangen werd genomen door praefectus Rictius Varus, gemarteld werd, en naar Augusta Veromanduorum (het latere Saint-Quentin, in de Vermandois) gebracht, waar hij ten slotte werd onthoofd; zijn lichaam werd heimelijk in de moerassen van de Somme geworpen.

## Relieken
Zijn stoffelijke resten zouden later op miraculeuze wijze teruggevonden zijn door de gebeden van een blinde vrouw, Eusebia, die daardoor uiteindelijk haar gezichtsvermogen terugkreeg. En volgens de Vita Sancti Eligii zou bisschop Eligius van Noyons het lichaam van Quintinus opnieuw terugvinden. Als volleerd goudsmid plaatste hij ze in een gouden kist. Ook bouwde hij er een aan Quintinus gewijde basiliek bij, waardoor Saint-Quentin een belangrijk bedevaartsoord werd. 

## Attributen
Quintinus wordt vaak afgebeeld als een jonge man met twee spitten, of als een diaken; met een gebroken wiel of gepind op een stoel, met een zwaard of met het hoofd in de handen, waar soms een duif uit opstijgt.
Zijn feestdag is op 31 oktober. Hij wordt aangeroepen tegen hoest. Hij is de patroonheilige van de korporaals, de kapelaans, sleutelmakers, kleermakers en chirurgen, en van onder andere de plaatsen Saint-Quentin (Frankrijk), Hasselt, Imde, Zonhoven, Sint-Kwintens-Lennik, Hees en Gelinden. Te Gent, op de top van de Blandinusheuvel (29m O.P.), bestond er sinds de middeleeuwen een St. Kwintenskapel (-kluis). Deze is in de 19de eeuw vervangen door een neogotische kapel, heden in verwaarloosde staat (beschermd stadsgezicht). De Sint-Quintinuskathedraal in Hasselt, de Sint-Quintinuskerk in Zonhoven en de Sint-Kwintenskerk in Leuven zijn aan hem toegewijd, evenals de parochiekerk van Wommersom (waar ook een Sint-Kwintinusbron is) en de 19e-eeuwse kerk van Guigoven.
Op deze plaatsen wordt de H. Quintinus als hoogfeest gevierd. 
Als dit samenvalt met een zondag heeft dit voorrang op de zondagsliturgie.
Een eventuele avondmis volgt wel de liturgie van de vooravond van Allerheiligen.

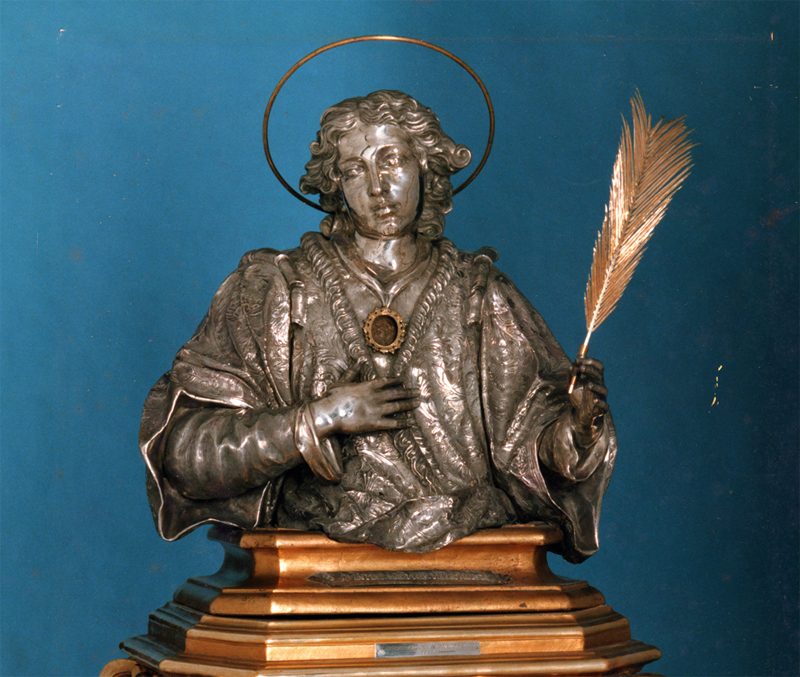
Borstbeeld van Quintinus in Quintinuskerk (Alliste, Italië)
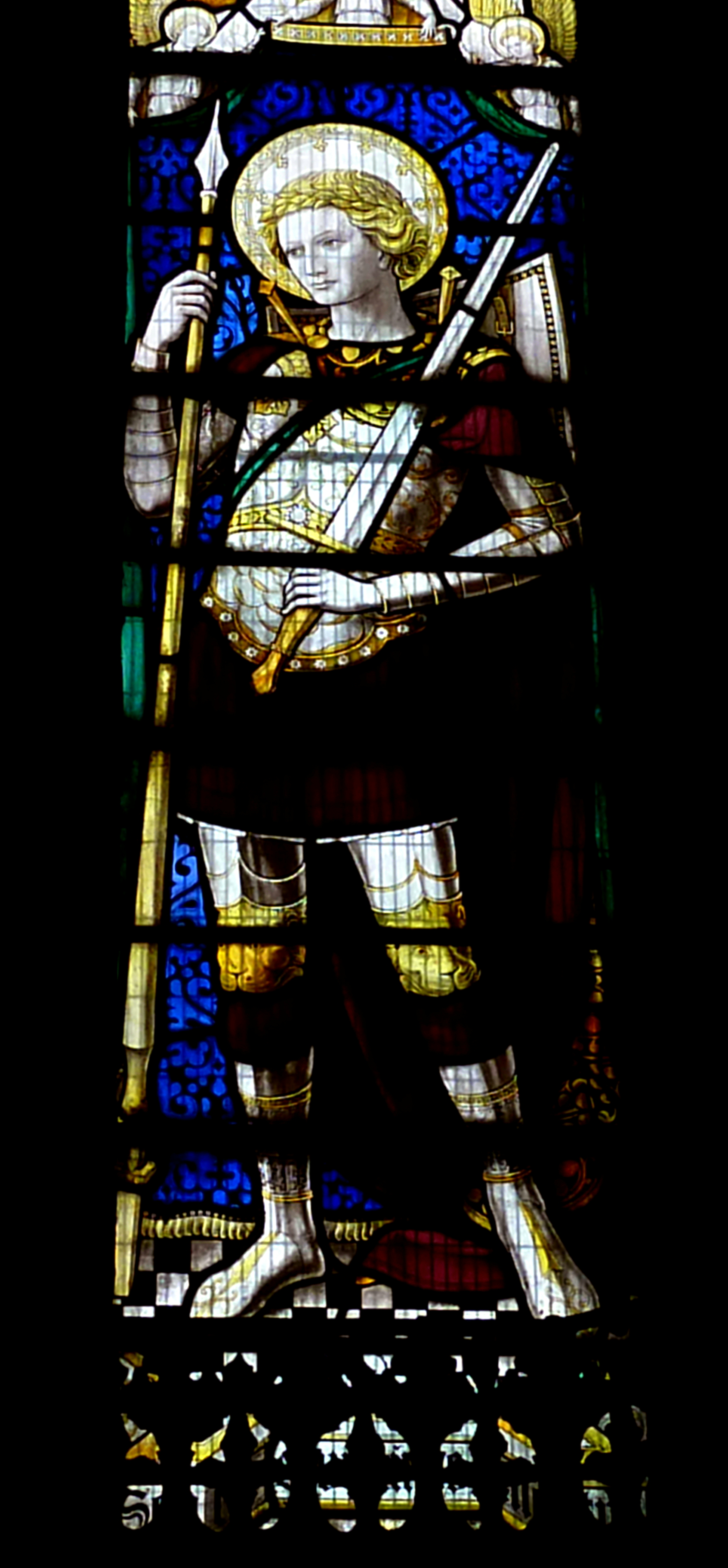
Quintinus op een glasraam in de Richariuskerk (Aberford, Engeland)
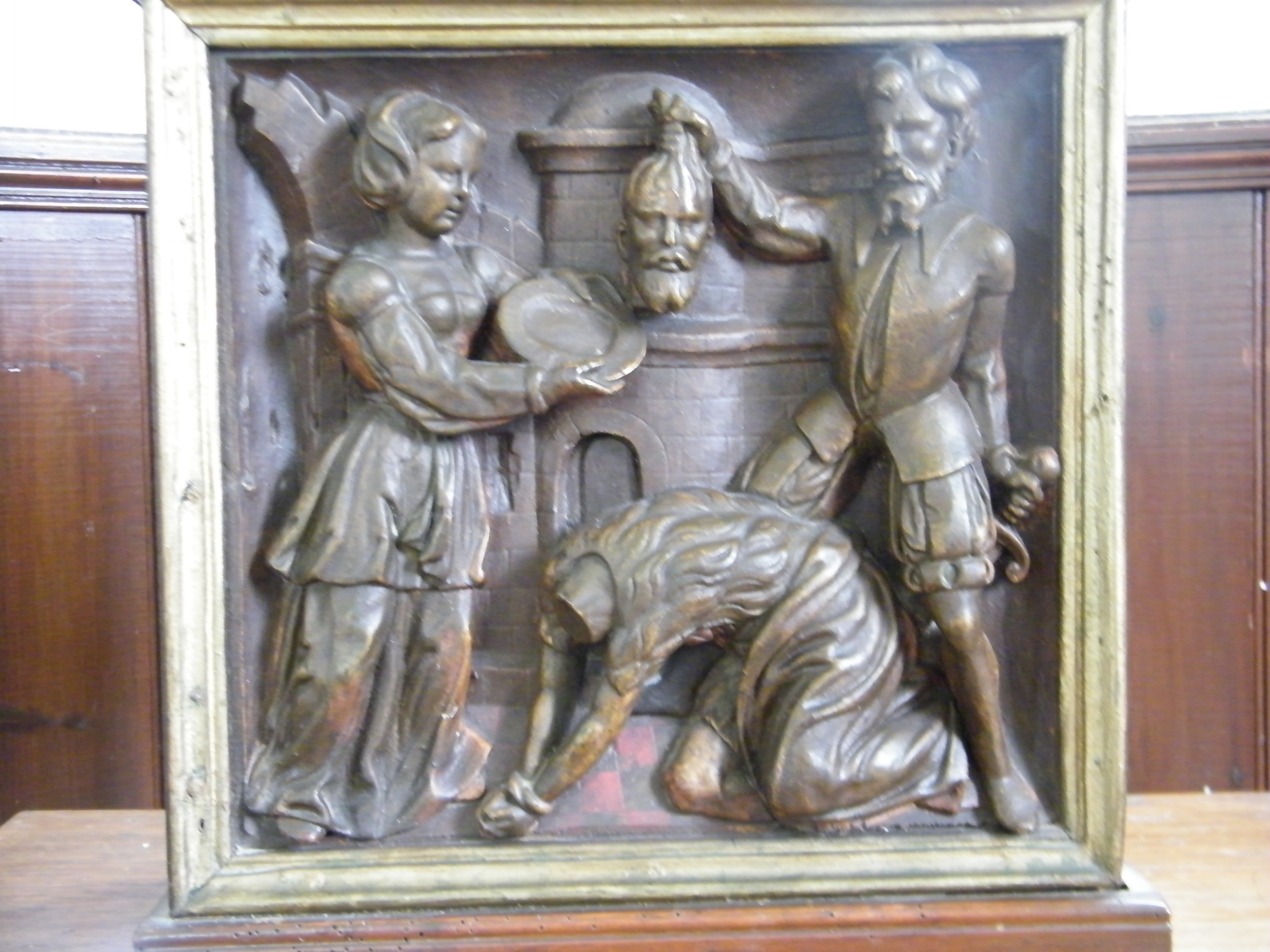
De onthoofding van Quintinus (Saint-Quentin-en-Tourmont, Frankrijk)
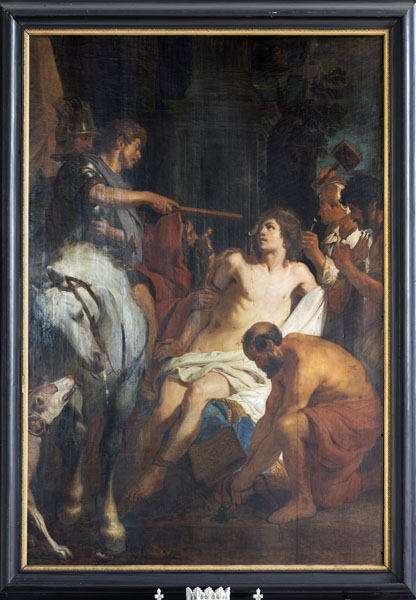
Marteling van de H. Kwinten (Sint-Kwintens-Lemnik)